# 张旭 (1961年10月)
张旭（1961年10月—），男，汉族，山东莘县人，中华人民共和国政治人物，曾任文化和旅游部党组成员、副部长。2022年8月，不再担任文化和旅游部副部长职务。